# Anna (Hiszpania)
Anna – gmina w Hiszpanii, w prowincji Walencja, we wspólnocie autonomicznej Walencja, o powierzchni 21,45 km². W 2011 roku liczyła 2737 mieszkańców.